# Cyphostemma buchananii
Cyphostemma buchananii är en vinväxtart som först beskrevs av Jules Émile Planchon, och fick sitt nu gällande namn av Descoings och Wild & R.B. Drumm.. Cyphostemma buchananii ingår i släktet Cyphostemma och familjen vinväxter. Inga underarter finns listade i Catalogue of Life.